# اچ‌ام‌اس گاردین (۱۹۳۲)
اچ‌ام‌اس گاردین (۱۹۳۲) (به انگلیسی: HMS Guardian (1932)) یک کشتی بود که طول آن ۱۰۳٫۰۲ متر (۳۳۸ فوت ۰ اینچ) بود. این کشتی در سال ۱۹۳۲ ساخته شد.